# Solomos Solomou
Solomon Solomou (em grego:  Σολομών Σολωμού) (1970 - 14 de agosto de 1996), foi um refugiado cipriota grego que morreu depois de ter sido baleado cinco vezes, ao tentar remover uma bandeira da Turquia, na sequência do funeral do seu primo Tassos Isaac, que também foi assassinado, alguns dias antes.

## Biografia
Solomon Solomou nasceu na cidade de Famagusta, que, em 1974, caiu sob o controle do exército turco. Assim como milhares de outros cipriotas, Solomon Solomou e sua família se tornaram refugiados na cidade vizinha de Paralimni. Solomou, portanto, cresceu em Paralimni.

## Morte durante as manifestações de 1996
Após o funeral de Tassos Isaac, que foi espancado até morrer por um grupo de turcos na zona tampão três dias antes, um grupo de cipriotas gregos desarmados reentraram na área onde Isaac foi assassinado, a fim de protestar contra o seu assassinato.
Entre estes manifestantes estava Solomou, que era primo de segundo grau de Isaac. Solomou distanciou-se do resto dos manifestantes e caminhou no sentido de um posto militar turco em Dheryneia. Com um cigarro na boca, Solomou subiu um mastro de bandeira com a intenção de remover a bandeira turca, mas foi baleado por soldados turcos três vezes, na boca, no pescoço e na barriga. Toda a cena foi gravada por jornalistas e foi vista ao vivo na televisão.

## Identificação dos autores
Segundo a polícia cipriota, os assassinos foram identificados utilizando provas fotográficas, como sendo Kenan Akin e Erdal Haciali Emanet, membros da administração da não-reconhecida República Turca de Chipre do Norte. Foram emitidos pelo Governo cipriota mandados para a detenção dos dois, juntamente com três outras pessoas, Attila Sav, Chefe da Polícia, Hasan Kundakci, tenente-general do exército da República Turca de Chipre do Norte e Mehmet Karli, Major-general do Exército turco. Em outubro de 2004, Kenan Akin, procurado pela Interpol pelo assassinato de Solomou, admitiu que tinha puxado o gatilho, porém acusou o ex-comandante militar turco Halil Sadrazam como a pessoa que deu a ordem. Sadrazam negou a acusação. Akin foi posteriormente preso em Istambul, não pelo assassinato de Solomou mas por contrabando. Ele foi, porém, libertado pelas autoridades turcas, apesar de ser acusado de assassinato pela Interpol.
É considerado herói nacional na Grécia e no Chipre, onde é muitas vezes referido como "herói-mártir" (grego: ηρωομάρτυρας).